# Danilo Grébénart
 (novembre 2012).
Si vous disposez d'ouvrages ou d'articles de référence ou si vous connaissez des sites web de qualité traitant du thème abordé ici, merci de compléter l'article en donnant les références utiles à sa vérifiabilité et en les liant à la section « Notes et références ».
Danilo Grébénart est un préhistorien français né le 29 septembre 1935 à Saint-Astier en Dordogne et mort le 20 juillet 2024 à Sarlat-la-Canéda en Dordogne.

## Biographie
Son domaine de recherche, principalement africain, est centré sur la fin de la Préhistoire : Épipaléolithique, Néolithique et premières métallurgies. Après la fouille et la publication de l'étude de la grotte sépulcrale des Barbilloux à Saint-Aquilin en Dordogne, il mène une carrière de chercheur au CNRS. Détaché, de 1966 à 1970 en Algérie, au Centre algérien de recherche anthropologique, préhistorique et ethnographique (CRAP) d'Alger, il se consacre à l'étude du Capsien dans la région des Hautes Plaines pré-sahariennes, entre Laghouat et la frontière tunisienne. Il est ensuite détaché pendant deux ans au Service des Antiquités du Maroc, à Rabat. Ses recherches sur le terrain se localisent dans la basse vallée du fleuve Drâa et sur le littoral atlantique saharien de la région de Tarfaya et du cap Juby.
Il rejoint ensuite, à l'Université de Provence, le Laboratoire d'anthropologie, de préhistoire et d’ethnographie de la Méditerranéenne occidentale (LAPEMO), d'où il entreprend, dans le cadre des diverses formations du CNRS, de nombreuses missions, principalement au Niger. Ses recherches, dans la région d'Agadez, concernent les débuts de la métallurgie et l'utilisation des métaux, cuivre et fer. D'autres missions le conduisent sur le terrain au Yémen, au Gabon et en Mauritanie. Ses travaux sur le Capsien aboutissent à la soutenance d'une thèse de troisième cycle et ceux sur les premières métallurgie à un doctorat d'État ès lettres.
Depuis sa retraite en 1996, il se consacre à la peinture. Sa pratique, dès l'adolescence, de la spéléologie, dans le cadre du Spéléo-club de Périgueux, l'a tout naturellement conduit à s'inspirer des grottes, sujet rarement traité par les peintres.